# 제2차 이손초 전투
제2차 이손초 전투는 1915년 7월 18일부터 8월 3일까지 이탈리아 왕국과 오스트리아-헝가리 제국 간 벌어진 전투이다. 이탈리아군은 초반에는 성공을 거뒀으나, 전선 전체의 교착상태를 깨뜨리는 데에는 실패하였다.

## 전투의 전개
제1차 이손초 전투에서 이탈리아군의 현저한 화력 열세가 드러나자, 총사령관 루이지 카도르나는 포병전력을 증강하고 다시 한번 공세를 감행하기로 결정했다.
혹독한 사령관 카도르나의 전술은 별로 달라지지 않았고, 병사들에게는 가혹했다. 강력한 포격을 가한 뒤, 보병제대가 철조망을 극복하고 오스트리아-헝가리군의 방어선을 돌파한다는 것이었다. 그러나 철조망 절단기, 소총,포탄과 같은 전쟁 자원의 부족은 29만 명에 달하는 이탈리아군의 수적 우쇄를 상쇄시켰다.
카르트스 고원에서 이탈리아 제2군과 제3군은 백병전에 휘말렸고, 양측 모두 상당한 손실을 입었다. 총검, 군도,철 조각, 파편이 난무하는 잔혹한 아수라장이 벌어졌다. 초반의 성공적 공격으로, 헝가리 제20사단은 전체 전력의 3분의 2를 손실하고 퇴각했다. 7월 25일 이탈리아군은 산미첼레 산 남쪽의 카푸치오 숲을 점령했다. 이곳은 그리 가파르지는 않았지만 꽤 넓은 장소였고 고리치아 다 수드의 오스트리아군 교두보까지 포함되어 있었다. 이탈리아군은 산 미첼레 산까지 점령했지만, 오스트리아의 리히터 대령이 이끄는 정예 연대들에게 다시 산을 내주어야 했다.
율리안알프스산맥 부근에서 이탈리아군은 향후 전투를 위해서 매우 중요한 바토그니차 산을 곤경 속에서 점령해냈다.
두 번째 이손초 전투는 양측의 군수품 소모와 전투력 고갈로 인해 끝맺어졌다. 3주간의 전투동안 이탈리아는 41,800명을 잃었고 오스트리아는 46,600명을 잃어, 모두 합쳐 9만명이 넘는 병력을 잃었다.

## 더 읽어보기
- Macdonald, John, and Željko Cimprič. Caporetto and the Isonzo Campaign: The Italian Front, 1915-1918. Barnsley, South Yorkshire: Pen & Sword Military, 2011. ISBN 9781848846715 OCLC 774957786

- Schindler, John R. (2001). Isonzo: The Forgotten Sacrifice of the Great War. Praeger. ISBN 0275972046. OCLC 44681903.

## 같이 보기
- 제1차 이손초 전투
- 제3차 이손초 전투